# Apoteose de São Luís
Apoteose de São Luís é uma estátua do Rei Luís IX da França, homônimo de St. Louis, Missouri, localizada em frente ao Museu de Arte de Saint Louis em Forest Park. Parte da iconografia de São Luís, a estátua foi o principal símbolo da cidade entre sua ereção em 1906 e a construção do Arco do Portal em meados da década de 1960.

## História
A estátua de bronze que está hoje no Forest Park foi doada ao Forest Park pela Louisiana Purchase Exposition Company após a Exposição Universal de 1904. É uma réplica de uma estátua de gesso que ficava no saguão da Plaza of St. Louis, perto da entrada principal da feira (onde hoje fica o Museu de História do Missouri). Seu escultor, Charles Henry Niehaus, ofereceu-se para criar uma versão em bronze do modelo de gesso por US $ 90.000. Em vez disso, a empresa aceitou uma oferta inferior de US $ 37.500 de um artista local, W.R. Hodges. Niehaus processou a empresa por violação de seus direitos de propriedade intelectual, e ele recebeu US $ 3.000 e "desenhado por C.H. Niehaus" inscrito no pedestal. Foi revelado em 4 de outubro de 1906.
No lado oeste do pedestal está a inscrição, "Presented to the City of St. Louis by the Louisiana Purchase Exposition in commemoration of the Universal Exposition of 1904 held on this site." Os lados norte e sul têm a inscrição "Saint Louis". 
A estátua teve grande destaque na iconografia de St. Louis até a conclusão do Gateway Arch na década de 1960. A estátua de perfil é a imagem nas armas e nas insígnias da unidade distintiva do 138º Regimento de Infantaria (também conhecido como "O Primeiro Missouri" e "St. Louis 'Próprio") do Exército dos EUA e da Guarda Nacional do Missouri. Foi usado como parte do logotipo do St. Louis Browns nas décadas de 1930 e 40. Em 2008, foi ressuscitado pelo St. Louis Soccer United para uso em seu logotipo e convertido em Joana d'Arc para o St. Louis Athletica. Esta transmutação foi legitimada pela reconciliação de Arc com Arch. 
Ao longo dos anos, a espada de Saint Louis foi quebrada ou roubada várias vezes. Foi substituído em 1970, 1972, 1977 e 1981. A estátua foi restaurada em 1999 pela Russell-Marti Conservation Services por US $ 23.000. 

## Galeria

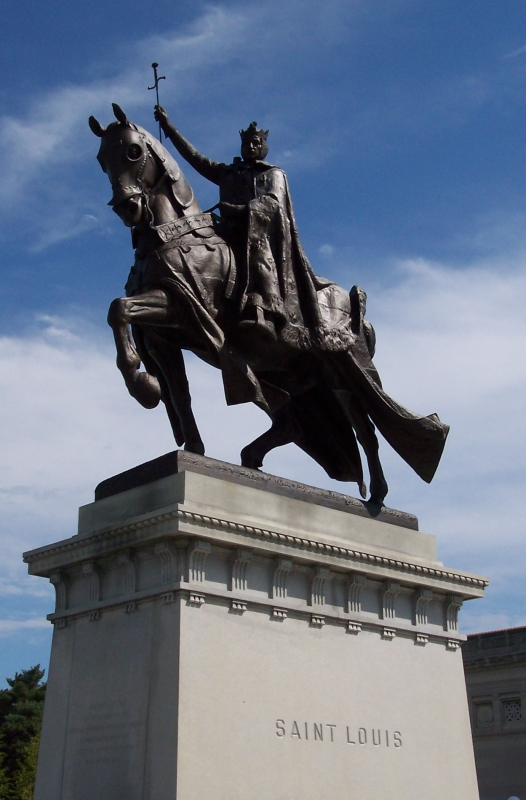
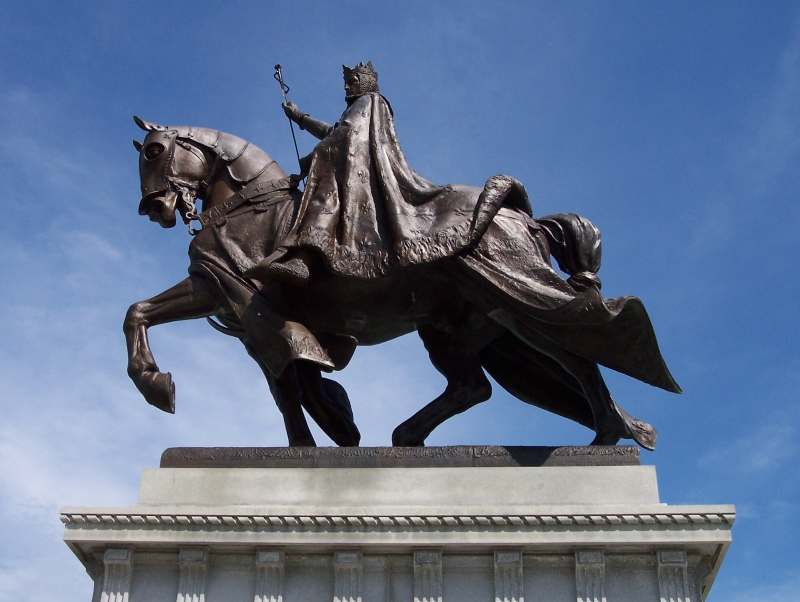
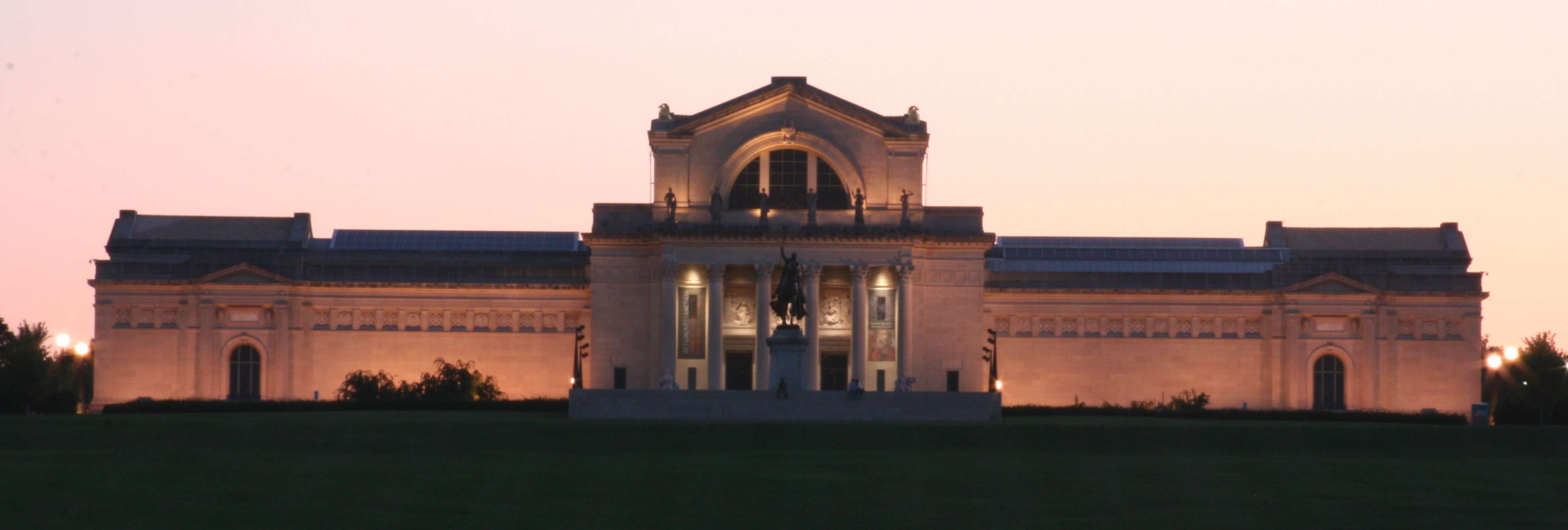
Posicionado diante do Museu de Arte